# 李拔 (四川進士)

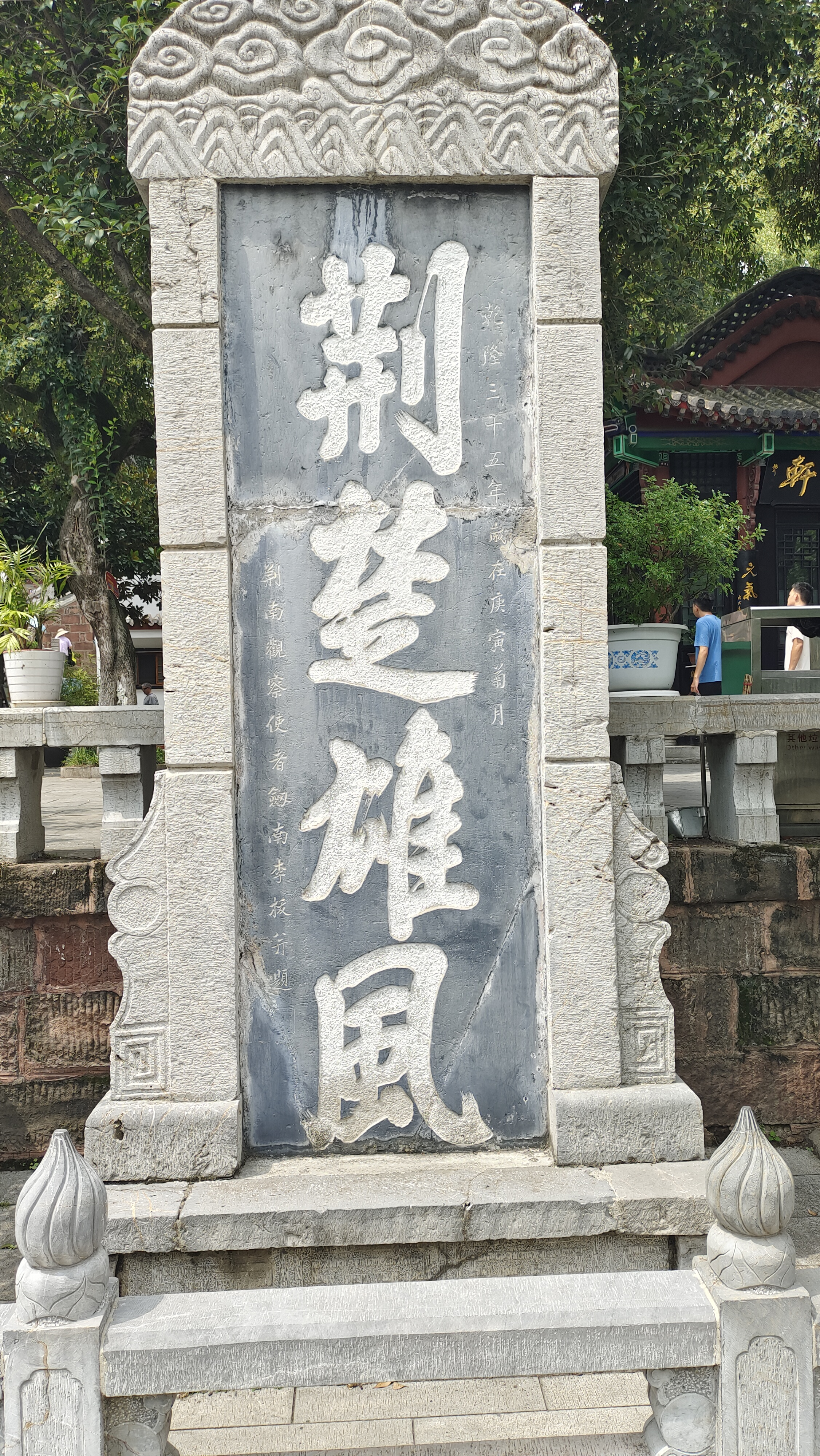
荊楚雄風碑，清代李拔題，位於湖北省武漢市晴川閣内

李拔（1713年—1775年），字清翹，号峨峰，四川犍为人，清朝政治人物。同进士出身。

## 生平
乾隆十六年（1751年）进士，历官湖北长阳县，升福建福宁府知府。乾隆二十五年（1760年）调福州府知府，在改湖南长沙府，升湖北荆宜施道。子李元模，乾隆进士，娶尚书周煌女。孙进士李錦源。

## 著作
著有《纲鉴折衷》、《史学绪论》、《东溪文集》、《理学探源》、《道香园诗集》、《农书》等。曾主修《犍为县志》九卷，《长阳县志》六卷，乾隆《福宁府志》四十四卷。